# Floris Jan Koole
Floris Jan Koole (1970) is een Nederlands triatleet uit Middelburg. In 1991 werd hij Nederlands kampioen winter triatlon in Assen. Negen jaar later werd hij tweede en in 1990 en 1991 behaalde hij een derde plek tijdens dit kampioenschap.

## Titels
- Nederlands kampioen wintertriatlon - 1991

## Belangrijke prestaties

### atletiek
- 2003: 8e Sportpunt Zeelandloop (10km), Goes - 36.33
- 2004: 4e Zeeuwse Kust Marathon - 3:03.31
- 2009: 19e Marathon van Oostkapelle - 3:27.26

### triatlon
- 2002:  triatlon Zoutlande
- 2002: triatlon Embrunman - 12:45.36
- 2001: 17e zwintriatlon van Sluis-Knokke
- 1999:  NK triatlon op de middenafstand (Stein)
- 1999: 6e triatlon Embrunman
- 1999:  XTerra Dutchm
- 1998:  triatlon Embrunman
- 1996:  triatlon Embrunman

### wintertriatlon
- 2003:  wintertriatlon Inzell (GER)
- 2000:  NK (Assen)
- 1992:  NK (Assen)
- 1991:  NK (Assen)
- 1990:  NK (Assen)